# Ermine Cowles Case
Ermine Cowles Case (11 september 1871 - 7 september 1953), steevast bekend als E.C. Case, was een prominente Amerikaanse paleontoloog in de tweede generatie die Othniel Charles Marsh en Edward Drinker Cope opvolgde. Hij studeerde af aan de University of Kansas en promoveerde aan de University of Chicago (1896), Case werd een paleontoloog van internationale allure terwijl hij werkte aan de University of Michigan. Hij was een lid van de American Philosophical Society (1931).
Case begon met het oplossen van enkele van de taxonomische synoniemen en andere puzzels die werden gecreëerd door de 'Bone Wars' van de twee reuzen uit het heroïsche tijdperk van de dinosauriërjacht in het Amerikaanse Westen, in een reeks van drie monografieën over de gewervelde dieren van het Perm of Permo-Carboon van Noord-Amerika. Case richtte zich toen op zijn levenslange interesse in het invullen van het fossielenbestand van gewervelde dieren in het Perm en het Carboon uit de Redbeds van Texas, New Mexico en Oklahoma. Hij maakte ook uitgebreide collecties uit het Jura in Como Bluff, Wyoming, in de Krijtafzettingen in Kansas en formaties uit het Cenozoïcum van het Green River Basin en de Badlands van South Dakota. Onder Case's productieve prestaties vallen verschillende geweldige monografieën op over gewervelde dieren uit het Perm/Carboon: Revision of the Amphibia and Pisces of the Perm of North America (1911)), The Permo-Carboniferous Red Reds of North America and their Vertebrate Fauna (1915), The Environment of Vertebrate Life in the Late Paleozoic in North America, a paleographic study (1919) en Environment of Tetrapod Life in the Late Paleozoic of Regions Other than North America (1926). Alle werden gepubliceerd door de Carnegie Institution, Washington D.C.
Case was een begenadigd docent. De Ermine Cowles Case Collegiate Professor of Paleontology is een bijzonder leerstoel aan de University of Michigan, die de uitgebreide collecties van Case bewaart. Jaarlijks wordt daar de Ermine Cowles Case Memorial Lecture gegeven.